# دونالد س. سيمونز جونيور
دونالد س. سيمونز جونيور (بالإنجليزية: Donald C. Simmons, Jr.)‏ هو مؤرخ أمريكي، ولد في 26 يونيو 1963.